# Gbaranmatus
Els gbaranmatus són els membres d'un clan ijaw que estan assentats a l'estat del Delta. Parlen el dialecte gbaranmatu o oporoza de la llengua izon. Actualment viuen a la zona de la ciutat d'Oporoza. Altres poblacions gbaranmatus són: Kunukunama, Okrika, Benitu, Okerenkoro i Benikurukuru, Kunukunama, Kokodiagbene i Ikantu.

## Història, orígens i migracions
Gbaran, considerat com el seu primer ancestre, fou un dels fills grans d'Ujo. Aquest va tenir el rol de cap militar i va organitzar el clan contra les incursions d'altres clans. Els descendents de Gbaran van migrar des d'Agadagba-bou fins a la zona d'Oporoma, en la que viuen actualment. Durant la seva migració van fundar un assentament anomenat Gbaran a la zona apoi; aquest va créixer fins a arribar a ser una ciutat anomenada Ujo-Gbaran (o Igbaran o Egbaran) que està situada al centre del delta del Níger.
En una escala posterior en la seva migració, alguns dels ancestres dels gbaranmatus van fundar el poblat d'Oporo-aja a la zona d'Escravos, a l'oest del delta del Níger. Els britànics van recollir i escriure aquestes tradicions orals a un estudi de la dècada de 1930.
Esiaku (o Usiaku) és una figura llegendària. És considerat un líder de la migració dels avantpassats dels gbaranmatus. La tradició afirma que va abandonar Ujo-Gbaran entre el 1.000 i el 1.100 d. de C. Es considera que el clan gbaranmatu es va fundar entre el segle xi i el segle xiv.